# Beautiful Life (w-inds.の曲)
「Beautiful Life」（ビューティフル・ライフ）は、日本の歌手グループw-inds.の23枚目のシングル。2007年11月7日にFLIGHT MASTERから発売された

## 解説
ABC・テレビ朝日系列ドラマ『オトコの子育て』主題歌。デビュー以来w-inds.初のドラマ主題歌タイアップ曲。 プロモーションビデオは、「シトロエン・C4」が利用されている。2007年のオリコンシングルチャートの10位の作品で初動が一番高い。

## 収録曲
全作詞:shungo.
1. Beautiful Life [3:38]
作曲:Samuel Waermo],Mimmi Waermo,Pontus Soderqvist　編曲:Koma2 Kaz）
2. Space Drifter [4:15]
作曲:Philippe-Marc Anquetil],Christopher Lee-Joe,Paul"Charlie"Brown　編曲:Koma2 Kaz）
3. I'm a Man [3:21]
作曲:Hiten Bharadia,Aisling Stephenson　編曲:Koma2 Kaz）
4. Beautiful Life （Instrumental）

作曲:Samuel Waermo,Mimmi Waermo,Pontus Soderqvist　編曲:Koma2 Kaz

## タイアップ
- 「Beautiful Life」…ABC・テレビ朝日系列ドラマ『オトコの子育て』主題歌。